# The Escort
The Escort (bra: A Acompanhante) é um filme independente de comédia dramática e comédia romântica estadunidense de 2015, dirigido por Will Slocombe e estrelado por Michael Doneger e Lyndsy Fonseca.

## Sinopse
Em um hotel caro, a acompanhante de luxo Natalie entra no quarto de um homem mais velho. A ideia do cliente de preliminares envolve vestir um chapéu de bebê e implorar a Natalie que lhe dê um tapa repetidamente e diga que ele está proibido de assistir à HBO. Depois que isso se transforma em um encontro sexual, o cliente convida Natalie para sentar com ele e assistir aos mesmos programas da HBO dos quais ela o baniu. Natalie retruca que, se ela não é paga, não está interessada e sai do hotel.
Enquanto isso, Mitch Cooper, jornalista de 27 anos, está em um restaurante em um encontro duplo organizado por seu amigo JP. Quando o encontro de Mitch critica a nudez desenfreada nos filmes, Mitch se desculpa, vai ao banheiro masculino e se masturba vendo pornografia em seu smartphone.
Andando com ele, JP acusa furiosamente Mitch de ser um viciado em sexo e exige que ele volte para a mesa. Mitch sai do restaurante sozinho. Momentos depois, um aplicativo em seu celular toca, sinalizando uma mulher estranha que quer fazer sexo casual com ele. Mitch vai para o apartamento da mulher e deixa JP para explicar sua partida repentina.
Durante uma conversa posterior, JP tenta convencer Mitch a participar de um grupo de 12 etapas, dizendo que seu vício em sexo o impede de desenvolver um relacionamento real. Mitch responde com desprezo.
No bar de um hotel, Mitch é abordado por Natalie. Ao pensar que ela o conhece pelo aplicativo de sexo, Mitch fica surpreso ao saber que Natalie é uma acompanhante. Ela também revela que se formou na Universidade de Stanford, acabou de ler um livro sobre Mahatma Gandhi, e que uma noite com ela custa US$ 3 mil. Embora intrigado, Mitch rejeita a oferta de Natalie.
No dia seguinte, Mitch é convocado pelo editor do jornal para o qual escreve e é demitido. Seu chefe admite que, embora Mitch seja o melhor escritor do jornal, demitir seus colegas de trabalho causará uma ação judicial, e ele estava claro sobre Mitch não dormir com estagiários. Ao voltar para casa, o senhorio de Mitch o ameaça despejar, a menos que ele pague sua conta em atraso.
Após várias entrevistas fracassadas, Mitch se aproxima de uma editora de uma revista. Ela diz a ele que outros dois escritores já estão competindo pela posição aberta da revista. Pensando imediatamente em Natalie, Mitch diz que tem uma ótima ideia para uma história e está disposto a escrever uma boa reportagem. Intrigada, a editora concorda.
Voltando ao hotel, Mitch pede a Natalie permissão para escrever uma história sobre ela. Natalie recusa, pensando que Mitch é um policial. Mais tarde naquela noite, porém, Natalie mal escapa de um cliente com um fetiche por estupro. Pensando que Mitch poderia ser um guarda-costas, Natalie decide ligar para ele.
Natalie e Mitch se encontram. Mitch fica surpreso ao saber que Natalie também administra uma empresa secundária e é professora de matemática para crianças do ensino fundamental. Depois de conhecer também sua colega de quarto, Mitch pergunta a Natalie como ela começou a ser uma acompanhante. Natalie responde que teve dificuldades para sobreviver depois de Stanford e que quando um cafetão colocou US$ 900 na frente dela, ela deixou seus princípios de lado e fez o que ele pediu. Ela diz, no entanto, que não tem mais cafetão, porque eles recebem muito de seus ganhos.
Ela concorda em deixar Mitch segui-la, aparentemente como seu guarda-costas, para que Mitch também possa escrever sua história. Solitários emocionalmente, o casal gradualmente desenvolve sentimentos um pelo outro.

## Elenco
- Lyndsy Fonseca como Natalie (aka Victoria)
- Michael Doneger como Mitch
- Tommy Dewey como JP
- Bruce Campbell como Charles
- Rachel Resheff como Emily
- Rumer Willis como Dana
- Steven Ogg como Warren
- Iqbal Theba como Richard

## Produção
Michael Doneger explicou como surgiu a ideia do roteiro: “A ideia nasceu de um amigo meu que na altura estava a namorar com uma stripper. Foi então que pensei, ‘OK, como posso desenvolver isto? E se ela fosse uma prostituta?”.
Lyndsy Fonseca sobre seu papel: “Fiz muita pesquisa e assisti a muitos documentários. Isto para além de ter lido muitas histórias. Apercebi-me que são pessoas normais”.

## Recepção
De acordo com Sheri Linden, da Variety, Michael Doneger e sua co-estrela Lyndsy Fonseca em The Escort "brincaram com charme... e sua aliança mercenária prossegue como uma exploração espirituosa, principalmente convincente, da vida na cidade grande".

## Prêmios e indicações
- Festival de Cinema de Los Angeles 2015
  - Nomeado — LA Muse Award (Will Slocombe)